# Pantego (Texas)
Pantego es un pueblo ubicado en el condado de Tarrant en el estado estadounidense de Texas. En el Censo de 2010 tenía una población de 2.394 habitantes y una densidad poblacional de 953,9 personas por km².

## Geografía
Pantego se encuentra ubicado en las coordenadas 32°42′54″N 97°9′16″O / 32.71500, -97.15444. Según la Oficina del Censo de los Estados Unidos, Pantego tiene una superficie total de 2.51 km², de la cual 2.51 km² corresponden a tierra firme y (0%) 0 km² es agua.

## Demografía
Según el censo de 2010, había 2.394 personas residiendo en Pantego. La densidad de población era de 953,9 hab./km². De los 2.394 habitantes, Pantego estaba compuesto por el 89.68% blancos, el 6.06% eran afroamericanos, el 0.13% eran amerindios, el 2.21% eran asiáticos, el 0% eran isleños del Pacífico, el 1.09% eran de otras razas y el 0.84% pertenecían a dos o más razas. Del total de la población el 5.51% eran hispanos o latinos de cualquier raza.